# Elvinas Jankevičius
Elvinas Jankevičius (ur. 1 marca 1976 w Wilnie) – litewski polityk, ekonomista i samorządowiec, w latach 2013–2016 wiceminister spraw wewnętrznych, od 2018 do 2020 minister sprawiedliwości.

## Życiorys
Kształcił się w szkole średniej w Düsseldorfie, następnie studiował ekonomię na Universität Duisburg-Essen (1997–1998). W 2004 ukończył studia licencjackie z ekonomii na Wileńskim Uniwersytecie Pedagogicznym, w 2010 na tej samej uczelni uzyskał magisterium z socjologii. W latach 1998–2008 pracował na stanowiskach menedżerskich i dyrektorskich w spółkach prawa handlowego.
W 2005 dołączył do Litewskiej Partii Socjaldemokratycznej, od 2009 kierował partią w rejonie orańskim. W latach 2008–2009 był doradcą ministra zdrowia, następnie asystentem jednego z posłów (do 2010) i wicedyrektorem departamentu w administracji miejskiej Wilna (do 2011). W 2011 wybrany na radnego regionu orańskiego, w kwietniu tegoż roku objął urząd mera. W styczniu 2013 przeszedł na funkcję wiceministra spraw wewnętrznych. Zrezygnował z niej w maju 2016
Objął później funkcję doradcy premiera Sauliusa Skvernelisa. Dołączył do nowo powstałej Litewskiej Socjaldemokratycznej Partii Pracy, w 2018 został jednym z wiceprzewodniczących tej formacji. W maju 2018 powołano go na stanowisko ministra sprawiedliwości w rządzie Sauliusa Skvernelisa. Urząd ten sprawował do grudnia 2020.